# راؤول لوزانو
راؤول لوزانو (3 سبتمبر 1956 في الأرجنتين - ) (بالإسبانية: Raúl Lozano)‏ هو مدرب كرة الطائرة ولاعب كرة طائرة الأرجنتين في مركز ممرر ‏. لعب مع Czarni Radom ‏.

## وصلات خارجية
- راؤول لوزانو على موقع عالم الكرة الطائرة (الإنجليزية)